# 261 (număr)
261 (două sute șaizeci și unu) este numărul natural care urmează după 260 și precede pe 262 într-un șir crescător de numere naturale.

## În matematică
261:
- Este un număr impar.
- Este un număr compus.[1]
- Este un număr deficient.[2][3]
- Este un număr harshad.[4][5]
- Este un număr norocos.[6][7]
- Este un număr odios.[8][9][10]
- Este un număr nonagonal.[11][12]
- Este un număr 19-gonal.[13][14]
- Este un număr centrat 26-gonal.[15]
- Există 261 de moduri de a desfășura un tesseract (sau echivalent, de a împerechea noduri ale unui graf cu 8 noduri).[16]

## În știință

### În astronomie
- Obiectul NGC 261 din New General Catalogue este o nebuloasă difuză din Micul Nor al lui Magellan, în constelația Tucanul.
- 261 Prymno este un asteroid din centura principală.
- 261P/Larson este o cometă periodică din sistemul nostru solar.

## În alte domenii
261 se poate referi la:
- Prefixul telefonic internațional pentru Madagascar.
- H.261, un standard pentru compresiunea video